# Okrug Santa Cruz, Arizona
Santa Cruz je najmanji od 15 okruga savezne američke države Arizona stiješnjen na krajnjem jugu države okruzima Pima i Cochise. Okrug je nastao 1899. a nazvan je po rijeci Santa Cruz. Među prvim stanovnicima bili su Hohokami koje su naslijedili Apači i Yaqui. Marcos de Niza, prvi je Europljanin koji se posjetio ovaj kraj u blizini kasnijeg Lochiela. Otac Eusebio Francisco Kino dolazi u kasnim 1600.-tim godinama i utemeljuje misije za pokrštavanje Indijanaca. Gradić Nogales služi kao okružno središte.  Godine 1742. nakon ustanka Pima Indijanaca, španjolska kruna postavlja najsjeverniju stražu na području Arizone i prvo europsko naselje u Arizoni, današnji Tubac. Juan Bautista de Anza putuje s 240 naseljenika kroz Presidio de Tubac 1775. na svom putu u Kaliforniju gdje će utemeljiti San Francisca i vratiti se u Tubac 1776. Za vrijeme svog boravka u Tubacu od 1760-1776. Juan je izgradio kapelu Santa Gertrudis, nakon čega odlazi u Sonoru gdje je umro 1788. postavši prije guvernerom Novog Meksika. U okrugu se nalazi niz 'gradova duhova' 'ghost towns': Alto, Calabasas, Canelo, Casa Blanca, Cristtenden, Duquesne, Harshaw, Kentucky Camp, Lochiel, Mowry, Old Glory,  Oro Blanco,  Ruby,  Salero, Tubac, Washington Camp, World's Fair Mine i Yank's Spring. 

## Gradovi i naselja
Amado, Carmen, Elgin, Lochiel, Medera Canyon, Nogales (okružno središte), Patagonia, Rio Rico, Sonoita, Tubac, Tumacacori.

## Vanjske poveznice
- Santa Cruz County